# Gerardiina angolensis
Gerardiina angolensis är en snyltrotsväxtart som beskrevs av Adolf Engler. Gerardiina angolensis ingår i släktet Gerardiina och familjen snyltrotsväxter. Inga underarter finns listade i Catalogue of Life.